# Bảo tàng Vùng Kościerzyna ở Kościerzyna
Bảo tàng Vùng Kościerzyna ở Kościerzyna (tiếng Ba Lan: Muzeum Ziemi Kościerskiej w Kościerzynie) là một bảo tàng tọa lạc tại số 9 Quảng trường chợ, Kościerzyna, Ba Lan.

## Lịch sử
Bảo tàng Vùng Kościerzyna ở Kościerzyna được thành lập vào năm 2006 theo khởi xướng của Tiến sĩ Jerzy Knyba.
Năm 2009, Bảo tàng Đường sắt ở Kościerzyna được hợp nhất vào cơ cấu tổ chức của Bảo tàng.

## Triển lãm
Bộ sưu tập của Bảo tàng Vùng Kościerzyna ở Kościerzyna hiện đang bao gồm các triển lãm thường trực sau:
- lịch sử: giới thiệu lịch sử của Kościerzyna từ thời tiền sử (hiện vật từ các cuộc khai quật khảo cổ học) đến thời hiện đại
- dân tộc học: trưng bày văn hóa dân gian của vùng Kościerzyna (nghệ thuật, vật dụng hàng ngày, đồ nội thất)
- thiên nhiên (với trụ sở chính tại Thanh tra rừng Kościerzyna, tọa lạc ở số 6 Phố Skłodowskiej-Curie): triển lãm hệ động vật và thực vật của Kashubia, đồng thời giới thiệu các công cụ cũ từng được sử dụng trong lâm nghiệp

## Giờ mở cửa
Bảo tàng Vùng Kościerzyna ở Kościerzyna hoạt động quanh năm, mở cửa tất cả các ngày trong tuần. Khách tham quan phải trả phí vào cửa.